# سعود بن حمود بن أحمد الحبسي
سعود بن حمود بن أحمد الحبسي يشغل منصب وزير الزراعة والثروة السمكية والموارد المائية في سلطنة عمان، وقد عُيّن في هذا المنصب بتاريخ 18 أغسطس 2020.    

## تعليم
نال الحبسي درجة الدكتوراه من جامعة نيوكاسل بالمملكة المتحدة.  

## الحياة المهنية
عمل معالي الوزير سعود بن حمود الحبسي في مديرية بحوث الثروة السمكية بوزارة الزراعة والثروة السمكية العمانية. 
وفي عام 2013، تم تعيينه مديرًا لقطاع البيئة والموارد الحيوية في مجلس البحث العلمي العماني. 
وفي عام 2016 عمل في شركة عمان لتنمية الاستزراع المائي. 
وقبلها كان يشغل الحبسي منصب وكيل وزارة الثروة السمكية. 
ومنذ 18 أغسطس 2020، يشغل الحبسي منصب وزير الزراعة والثروة السمكية والموارد المائية حتى الآن.    

## الأوسمة

### الأوسمة الوطنية
- Oman:
  -  الوسام المدني العماني من الدرجة الثانية (18 نوفمبر 2024)